# Устричный соус
У́стричный со́ус — соус, приготовленный из устриц. Обычно под устричным соусом подразумевается популярный в странах Юго-Восточной Азии вязкий тёмный соус, изготовляемый из сахара, соли, устричной эссенции и кукурузного крахмала в качестве загустителя. Несмотря на то, что устричный соус готовится из морепродуктов, он не имеет «рыбного» вкуса и запаха. При изготовлении вегетарианского варианта вместо устриц используются грибы, обычно вёшенки или шиитаке. Устричный соус придаёт пище солоноватый пикантный вкус и активно используется в китайской, вьетнамской, тайской, кхмерской и других восточноазиатских кухнях.

## История
Принято считать, что автор блюда — владелец чайного ларька из Наншуя (городской округ Чжухай южнокитайской провинции Гуандун) Ли Кум Шэн. Однажды, в 1888 году, он готовил устрицы, но не отследил время тушения, после чего почувствовал сильный аромат. Выяснилось, что переваренный суп из устриц превратился в густой тёмный соус с удивительно приятным вкусом. Вскоре Ли начал продавать новый соус под маркой Lee Kum Kee, в дальнейшем выросшей в крупную пищевую компанию со штаб-квартирой в Гонконге.

## Разновидности
«Настоящий» устричный соус высокого качества делается из конденсата экстракта устриц, получаемого от их варки в воде, и выглядит как светлый бульон, который в дальнейшем выпаривается до необходимой густоты и цвета. Такая рецептура не предусматривает никаких добавок (даже соли; все тонкости вкуса и аромата должны придавать сами устрицы) и получается очень дорогой.
Многие современные виды устричного соуса загущаются кукурузным крахмалом и содержат отдушки, а также карамельный краситель (сахарный колер).

### Вегетарианский устричный соус
Вегетарианский устричный соус готовится из грибов (обычно используются вёшенки или шиитаке); для снижения себестоимости могут применяться ароматизаторы.

### Устричный соус без глутамата натрия
Большинство доступных в настоящее время устричных соусов содержат глутамат натрия. Однако в последние годы появились сорта соуса, не содержащие глутамата.

## Другие значения
В британской и французской кулинарии XIX века под «устричным соусом» подразумевался бешамель, приправленный устрицами.